# OnStar
 (décembre 2016).
OnStar Corporation (souvent abrégé en OnStar, Opel OnStar en Europe ou ChevyStar sur le marché sud-américain) est une filiale de General Motors. Elle a été créée en 1996 et fournit des services de communications par abonnement, dans les véhicules de marque Chevrolet, Buick, Cadillac, GMC, Opel et Vauxhall. Ses domaines englobent la sécurité active des véhicules par suivi, des systèmes embarqués et des systèmes d'auto-diagnostique mécanique.
Ces services sont disponibles aux États-Unis puis au Canada dès la fin des années 1990, en Chine et au Mexique au cours des années 2000, le service étant également disponible au Brésil et en Argentine. En septembre 2011, OnStar déclare que le service compterait plus de six millions de clients.
Dans les pays européens, les services OnStar ont été arrêtés le 31 décembre 2020.

## Historique
OnStar a été créée en 1996, en collaboration entre GM, Electronic Data Systems et Hughes Electronics. Chacune de ces sociétés a apporté son expérience dans son domaine d'expertise spécifique pour le développement d'OnStar : GM s'est concentré sur la conception des véhicules et l'intégration, EDS s'est chargé du développement des systèmes d'information et de services à la clientèle et Hughes de la technologie de communications par satellite et du développement des modules électroniques embarqués.
Le président des opérations de GM en Amérique du Nord, Rick Wagoner, a officiellement lancé OnStar au salon de l'auto de Chicago 1996. La mise en service a été effective 11 mois après sa présentation, dès l'automne 1996 sur les modèles Cadillac DeVille, Seville et Eldorado de l'année modèle 1997. Dans les publicités, OnStar est présenté comme un outil de sécurité essentiel similaire aux ceintures de sécurité et aux coussins gonflables de sécurité (« airbags ») afin de rendre la conduite plus sûre.

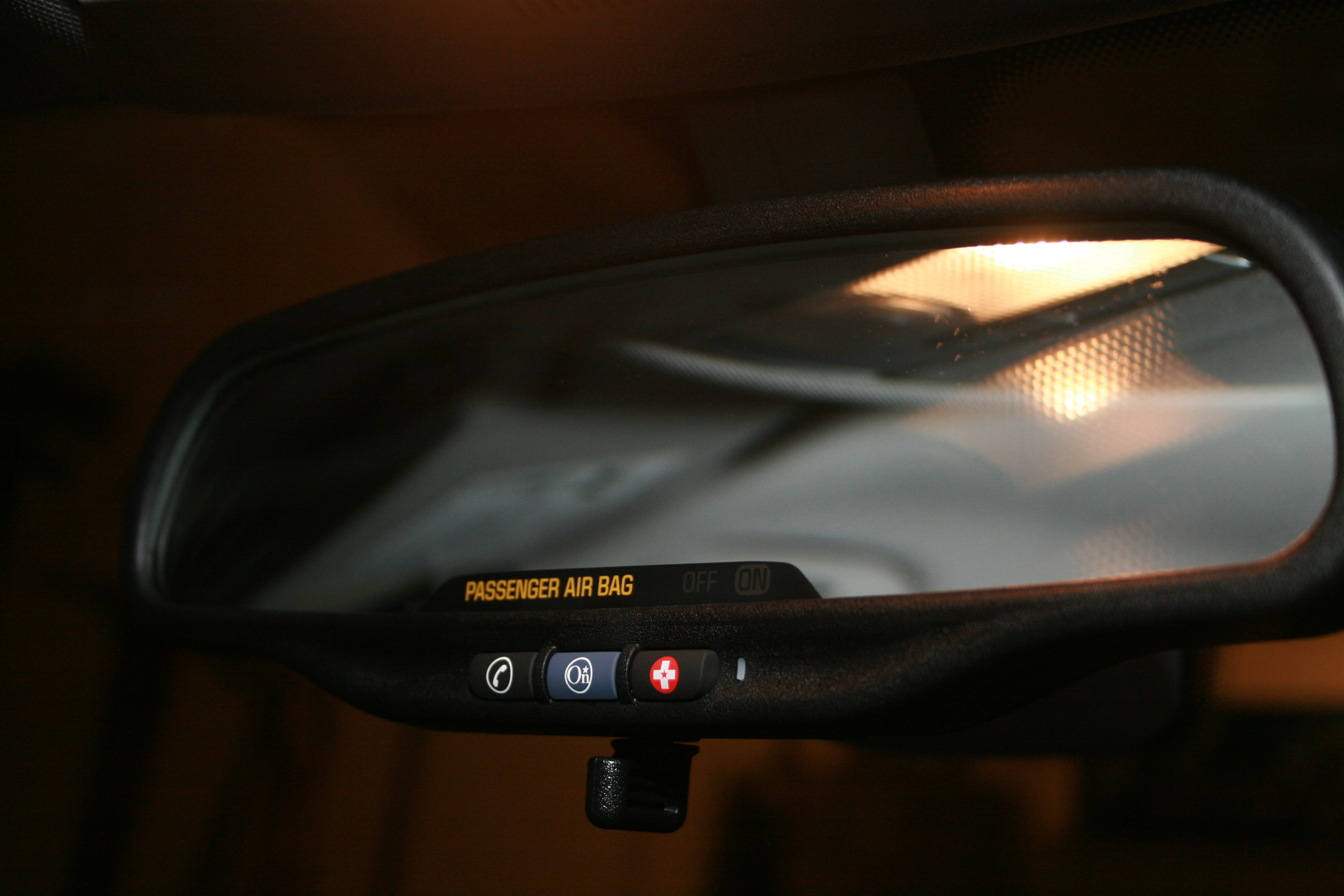
Dispositif OnStar sur le rétroviseur central

De 2002 à 2006, le service fut aussi disponible sur des véhicules Volkswagen, Subaru, Isuzu et Acura, vendus aux États-Unis par le biais d'un accord de licence.
En avril 2006, GM a avisé environ 500 000 clients d'OnStar première génération de type analogique que leur accès au service serait résilié à compter du 31 décembre 2007, puisqu'à partir de février 2008, la Federal Communications Commission (FCC) n'exigerait plus que les systèmes de téléphones cellulaires américains fonctionnent en mode analogique. Les clients ayant acheté un abonnement OnStar prépayé d'un an, non remboursable et non transférable ont pu recevoir une mise à niveau de l'équipement pour le rendre de nouveau compatible si leur véhicule datait de 2003, 2004 ou 2005. Un adaptateur d'un coût approximatif de 200 $ (avec abonnement d'un an inclus) pouvait être installé aux frais du client. En revanche, si le véhicule était plus ancien, GM avait annoncé que le dispositif embarqué ne serait plus utilisable. Un cabinet d'avocats en Pennsylvanie représentant certains des clients touchés a cherché à monter un recours collectif pour l'inaccessibilité et la privation des services OnStar de certains conducteurs ; un service pourtant vendu au même titre que tout autre équipement inclus dans le prix d'achat.
OnStar n'a jamais été disponible dans les véhicules de la marque Holden vendus en Australie et Nouvelle-Zélande, malgré leur compatibilité potentielle du fait du partage des composants et de l'architecture électroniques avec des véhicules GM le proposant.
En juillet 2022, GM a présenté la nouvelle identité de la marque OnStar ainsi que l'extension de ses activités OnStar Guardian aux motos et l'intégration d'Amazon Alexa pour proposer son service d'urgence à la maison.

## Présentation

### Fonctionnement
À sa création, OnStar s'est appuyé sur le réseau de téléphonie cellulaire CDMA de Verizon Wireless aux États-Unis et de Bell Mobilité au Canada ainsi que des informations de localisation à l'aide de la technologie GPS. En 2013, l'opérateur AT&T a annoncé sa collaboration avec GM permettant le fonctionnement du service via la technologie 4G LTE dès 2014, après 18 années d'utilisation du réseau Verizon.
GM déploie à partir de 2014 la dixième génération d'OnStar comprenant des services améliorés, de nouveaux diagnostics et la possibilité d'utiliser l'application mobile RemoteLink sur iPhone et Android qui permet à un abonné d'effectuer de nombreuses fonctions sur son smartphone sans avoir besoin d'appeler un centre OnStar. Les fonctions incluent le démarrage, le verrouillage et déverrouillage, l'activation des feux ainsi que du klaxon à distance.
Auparavant fabriqué par Hughes pour la première génération, Delphi pour la seconde et Motorola pour les quatrième, cinquième et sixième, le matériel OnStar est depuis 2011 fabriqué par LG Electronics.
En septembre 2011, OnStar a modifié ses termes et conditions afin de permettre la vente de données du véhicule à des tiers intéressés, y compris les organismes d'application de la loi, notamment sur l'emplacement, la direction et la vitesse de déplacement.

### Différents abonnements disponibles
Même si le véhicule est équipé d'OnStar à l'origine, aucun service n'est disponible jusqu'à ce que le système soit activé. Aux États-Unis, les propriétaires de véhicules peuvent choisir entre trois forfaits aux tarifs différents selon les services souhaités.
En Europe, Opel offre un an de connexion aux services OnStar pour l'achat d'un véhicule neuf de la gamme pouvant recevoir le système.

### Système d'appel d'urgence automatique
Ce service est le plus populaire d'OnStar, GM ayant régulièrement repris des témoignages d'abonnés accidentés pour promouvoir son service. Il permet aux utilisateurs de contacter les centres d'appels dédiés en cas d'urgence. Lorsqu'une collision est détectée par le déploiement des coussins gonflables, la fonctionnalité Advanced Automatic Collision Notification envoie automatiquement des informations sur l'état du véhicule ainsi que son emplacement GPS pour faciliter l'arrivée des secours et aider la préparation des interventions d'urgence avec l'équipement approprié en donnant, par exemple, la direction de l'impact, les coussins gonflables déployés (avant, latéral, etc.) et la force Delta-V mesurant l'intensité de l'impact.

### Suivi des véhicules volés
Les modèles équipés d'OnStar disposent d'un système de suivi des véhicules volés, pouvant fournir à la police l'emplacement exact du véhicule, sa vitesse et la direction dans laquelle il se déplace.
À compter de 2009, GM a commencé d'équiper certains de ses véhicules du Stolen Vehicle Slowdown (« ralentissement du véhicule volé »). Cette fonction à distance permet de ralentir un véhicule volé et désactiver l'allumage de sorte qu'il ne puisse pas être redémarré après coupure du moteur grâce à un bloc d'allumage connecté. Ce service doit aussi aider à réduire le risque de dommages matériels, de blessures graves ou de décès résultant d'activités à grande vitesse après le vol. Cependant, cette fonction peut être désactivée au choix par le client. La première utilisation réussie de ce service a eu lieu en octobre 2009, lorsqu'un Chevrolet Tahoe volé a été récupéré et le voleur appréhendé après être resté enfermé dans le véhicule.
Tous les services d'assistance des véhicules volés (suivi, ralentissement du véhicule et bloc d'allumage coupé à distance) peuvent être demandés par l'abonné, mais OnStar ne peut les activer qu'après avoir eu confirmation par la police que le véhicule a été déclaré volé.
Grâce à ce service, les abonnés peuvent être admissibles à des réductions d'assurance anti-vol et à faible kilométrage. Depuis qu'OnStar peut aider à la récupération d'un véhicule volé, certaines compagnies d'assurance offrent des rabais sur les cotisations pour les véhicules équipés. En outre, avec la permission de l'abonné, OnStar enverra à l'assureur (par exemple Ally GMAC Assurance aux États-Unis) une lecture mensuelle de l’odomètre. Si l'abonné est qualifié de conducteur à faible kilométrage, il pourra être admissible à une réduction.

### Navigation «pas-à-pas»
La navigation pas-à-pas avec assistance routière OnStar est comprise dans l'abonnement Guide. Il s'agit d'un dispositif de navigation GPS où les instructions pour un itinéraire sélectionné sont continuellement présentées à l'utilisateur sous la forme d'instructions parlées, soit par le conseiller, soit par la synthèse vocale.
Grâce à une importante collecte de données en temps réel, le système maintient l'utilisateur à jour sur le meilleur itinéraire vers la destination en fonction de facteurs changeants tels que la circulation, conditions routières ou météorologiques.
Si le conducteur ne parvient pas à entrer la destination sur le système de navigation, un conseiller contacté essayera de localiser la destination et d'envoyer directement l'itinéraire sur le GPS intégré. De même, s'il est déjà en train de conduire, dans l'impossibilité de programmer son GPS, le conseiller va planifier l'itinéraire et lancer automatiquement la navigation. Ce système assure donc une plus grande sécurité puisque le conducteur n'aura pas à quitter la route des yeux.

### Infotainment
En décembre 2011, GM a déclaré qu'OnStar offrirait bientôt la possibilité d'un chat vidéo en continu aux passagers du véhicule grâce à de multiples caméras et aux écrans disposés dans l'habitacle (écrans centraux et intégrés dans les appuis-tête) en collaboration avec Verizon Wireless.
Depuis 2014, plusieurs modèles Chevrolet, Buick, Cadillac, GMC et Opel sont équipés d'un module Wi-Fi permettant au conducteur (à l'arrêt) et aux passagers d'utiliser son interface via le réseau 4G, par lequel il fonctionne sur les écrans intérieurs, mais aussi de connecter jusqu'à 7 appareils à internet à bord du véhicule grâce au partage du signal LTE par Wifi sur certains modèles.

## Fin des services OnStar Europe au 31 décembre 2020
En mai 2018, OnStar Europe et Opel annoncent simultanément l’arrêt de tous les services européens au 31 décembre 2020.
Cette décision fait suite au rachat de la division européenne de General Motors par le Groupe PSA en 2017, et intervient cinq ans après le lancement du service et la création d'un centre dédié à Luton au siège de Vauxhall.
OnStar Europe Ltd. n'étant pas compris dans le rachat de GM Europe, la décision a été prise d'arrêter l'ensemble des services afin de s'affranchir des redevances que PSA aurait dû verser à General Motors pour chaque véhicule équipé.
En parallèle, PSA a fait savoir qu'un nouveau système similaire nommé Opel Connect ferait son apparition à partir de 2019, la rétrocompatibilité des modèles Opel/Vauxhall équipés d'OnStar et de l'appel d'urgence depuis 2015 étant impossible.

## Piratage
Le 30 juillet 2015, Samy Kamkar a présenté OwnStar, un petit appareil électronique pouvant être dissimulé à l'intérieur ou près d'un véhicule équipé, capable de s'interposer entre le système OnStar du véhicule et l'application sur smartphone OnStar RemoteLink du conducteur. Ainsi, par l'intermédiaire de ce module, tout utilisateur non autorisé peut prendre le contrôle des commandes OnStar pour localiser, déverrouiller ou démarrer le véhicule. Le 11 août, General Motors a réagi en publiant des mises à jour sur la sécurité du logiciel et de l'application RemoteLink pour bloquer de telles attaques.